# Exotic Shorthair
Clasificarea rasei: 
Pisici cu părul scurt. Blana este deasă și plușată. Are o textură moale și stă depărtată de corp, datorită texturii și densității; blana nu trebuie să stea lipită de corp. Părul este puțin mai lung decât al celorlalte pisici cu părul scurt.
Speranța de viață: 9-15 ani
Descriere fizică generală:
Exotic Shorthair este o pisică de statură medie, compactă. Capul este rotund și masiv, având craniul lat. Urechile sunt mici, cu vârfurile rotunjite, fiind situate jos și depărtate. Obrajii sunt plini. Nasul este lat și scurt, cu o tăietură bine definită. Pielea de pe nas trebuie să fie deplin formată, iar latura de sus nu trebuie să depășească nivelul inferior al ochilor. Bărbia este puternică, ca și fălcile. Ochii sunt mari și rotunzi, bine depărtați, și în culori strălucitoare. Corpul este compact, cu pieptul lat, umeri și șezutul masive. Picioarele sunt scurte, groase și puternice. Labele rotunde sunt mari și ferme. Coada este scurtă.
Hrănire: aprox. 70 kcal/kg/zi. Pot fi predispuse la obezitate, de aceea necesită atenție sporită în stabilirea dietei.
Sănătate:
Exotic Shorthair este, ca majoritatea raselor hibride, o pisică sănătoasă și robustă, fără probleme specifice de sănătate. Analize ale sângelui încă din tinerețe sunt recomandate, pentru diagnosticarea precoce a unor posibile afecțiuni ale ficatului sau rinichilor, probleme care sunt, din păcate, comune la pisicile bătrâne. Majoritatea pisicilor bătrâne trebuie să beneficieze de ajustări aduse dietei.
```
Energie: medie
```

Compatibilitate cu alte pisici: medie
Compatibilitate cu alte animale: medie
Compatibilitate cu copiii: ridicată
Caracter și temperament:
De la persane au preluat comportamentul calm specific, însă prezența printre strămoși și a altor rase precum Albastru de Rusia, îi dau unei pisici Exotic Shorthair o mai multă voiciune. Însă rămâne o pisică liniștită, ce nu va face tumbe și salturi gigant precum alte rase cu păr scurt. De asemenea, sunt cunoscute ca pisici tăcute, ce arareori miaună.
Masculii sunt cunoscuți ca fiind mai afectuoși, femelele părând mereu a avea ceva mai important de făcut.
Îngrijire:
O dată cu aspectul și firea plăcută, exoticele au și problemele specifice persanelor. Acestea includ ochii și nasul sensibile, deci o mai mare importanță îngrijirii acestora de către stăpân. Ochii trebuiesc șterși de cel puțin o dată pe zi cu o soluție specială. Blana poate fi pieptănată de două ori pe săptămână, utilizând o perie cu dinți de metal. Blana exoticelor este scurtă, densă, cu o aparență de pluș. Stratul de puf de la bază face ca părul să stea în permanență înfoiat. Deși considerată scurtă, firul de păr depășește lungimea altor rase cu păr scurt (British, European etc). Nasul turtit și ochii mari moșteniți de la persane, împreună cu blana de plush îi dau unui pisoi Exotic Shorthair aparența unui ursuleț de pluș.
Istorie:
Exotic Shorthair este o rasă creată de om, prin numeroase încrucișări efectuate de crescători între pisici din rasa Persană și alte rase cu păr scurt precum Albastru de Rusia, Bristish Shorthair etc. Pe parcursul evoluției noii rase, au fost aleși puii care corespundeau cel mai bine standardului Persanelor, însă aveau o blană scurtă și pufoasă.
Rasa Persană are o mare popularitate, dovada fiind expozițiile feline unde grupa lor este întotdeauna cu cei mai mulți participanți. Dar având în vedere că stilul de viață din zilele noastre devine din ce în ce mai agitat, exotic shorthair capătă din ce în ce mai mult teren. Supranumită "Persana în Pijamale" sau "Persana omului leneș", Exotic Shorthair păstrează temperamentul calm și afectuos al acestora, însă necesită mult mai puține îngrijiri de toaletare.